# Повітряно-пінний генератор
Повітряно-пінний генератор (рос. воздушно-пенный генератор, англ. air-froth generator, foam generator; нім. Luftschaumgenerator m) — установка для гасіння пожеж за допомогою піни; застосовується на гірн. підприємствах (в тому числі в підземних виробках).
П.-п.ґ. ґенерує повітряно-механічну та газово-механічну піну (вміст кисню до 15 %), яка відрізняється високими охолоджувальними, ізоляційними та локалізувальними властивостями.
П.-п.ґ. забезпечують одержання пін низької (10-100), середньої (100—300) і високої (понад 300) кратності (відносний об'єм піни, що припадає на одиницю об'єму піноутворювального водного розчину). Для гасіння підземних пожеж піною середньої та високої кратності використовують П.-п.ґ., що працюють з вентилятором місцевого провітрювання.
Деякі П.-п.ґ використовують енергію тиску води.